# Liste der Monuments historiques in Villy-le-Maréchal
Die Liste der Monuments historiques in Villy-le-Maréchal führt die Monuments historiques in der französischen Gemeinde Villy-le-Maréchal auf.

## Liste der Immobilien
| Bezeichnung                  | Beschreibung            | Standort          | Kennzeichnung | Schutzstatus | Datum | Bild           |
| ---------------------------- | ----------------------- | ----------------- | ------------- | ------------ | ----- | -------------- |
| Kirche Nativité-de-la-Vierge | aus dem 16. Jahrhundert | Grande Rue (Lage) | PA00078328    | Inscrit      | 1992  | weitere Bilder |

## Liste der Objekte
| Bezeichnung                                      | Beschreibung                                                                      | Standort                                         | Kennzeichnung | Schutzstatus | Datum | Bild |
| ------------------------------------------------ | --------------------------------------------------------------------------------- | ------------------------------------------------ | ------------- | ------------ | ----- | ---- |
| Kirchenfenster                                   | bezeichnet 1510                                                                   | in der Kirche Nativité-de-la-Vierge (Lage)       | PM10002957    | Classé       | 1897  |      |
| Skulpturengruppe Unterweisung Mariens            | Holz, Farbfassung übertüncht, 17. Jahrhundert                                     | in der Kirche Nativité-de-la-Vierge (Lage)       | PM10002963    | Classé       | 1913  |      |
| Grabstein für Pierre Alexandre                   | Kalkstein, bezeichnet 1544                                                        | außen an der Kirche Nativité-de-la-Vierge (Lage) | PM10002970    | Classé       | 1984  |      |
| Skulptur eines heiligen Bischofs                 | Holz, Farbfassung übertüncht, Ende des 16. Jahrhunderts                           | in der Kirche Nativité-de-la-Vierge (Lage)       | PM10002966    | Classé       | 1959  |      |
| Skulptur Heiliger Nikolaus                       | Kalkstein, farbig gefasst, Ende des 16. Jahrhunderts                              | in der Kirche Nativité-de-la-Vierge (Lage)       | PM10003424    | Classé       | 1913  |      |
| Pietà                                            | Kalkstein, übertüncht und vergoldet, 16. Jahrhundert                              | in der Kirche Nativité-de-la-Vierge (Lage)       | PM10002958    | Classé       | 1908  |      |
| Zwei Skulpturen: Madonna und Johannes Evangelist | aus einer Kreuzigungsgruppe; Holz, übertüncht, 17. Jahrhundert                    | in der Kirche Nativité-de-la-Vierge (Lage)       | PM10003425    | Classé       | 1913  |      |
| Kruzifix                                         | Holz, farbig gefasst und vergoldet, 17. Jahrhundert                               | in der Kirche Nativité-de-la-Vierge (Lage)       | PM10002964    | Classé       | 1913  |      |
| Skulptur Heiliger Maurus (1)                     | Kalkstein, übertüncht, Anfang des 16. Jahrhunderts (im Bild links)                | in der Kirche Nativité-de-la-Vierge (Lage)       | PM10002960    | Classé       | 1913  |      |
| Skulptur Christus in der Rast                    | Kalkstein, übertüncht, 16. Jahrhundert                                            | in der Kirche Nativité-de-la-Vierge (Lage)       | PM10002962    | Classé       | 1913  |      |
| Skulptur Heiliger Pantaleon                      | Kalkstein, farbig gefasst, 16. Jahrhundert                                        | in der Kirche Nativité-de-la-Vierge (Lage)       | PM10003423    | Classé       | 1896  |      |
| Skulptur Heiliger Benedikt                       | Holz, Farbfassung übertüncht, 16. Jahrhundert                                     | in der Kirche Nativité-de-la-Vierge (Lage)       | PM10002969    | Classé       | 1960  |      |
| Skulptur Heiliger Maurus (2)                     | Kalkstein, übertüncht, Anfang des 16. Jahrhunderts                                | in der Kirche Nativité-de-la-Vierge (Lage)       | PM10003422    | Classé       | 1896  |      |
| Skulptur Madonna mit Kind (1)                    | Kalkstein, Farbfassung übertüncht, Anfang des 16. Jahrhunderts (in der Bildmitte) | in der Kirche Nativité-de-la-Vierge (Lage)       | PM10002956    | Classé       | 1896  |      |
| Skulptur Madonna mit Kind (2)                    | Holz, übertüncht, 14. Jahrhundert                                                 | in der Kirche Nativité-de-la-Vierge (Lage)       | PM10002959    | Classé       | 1913  |      |
| Skulptur Engel an der Martersäule                | Holz, Farbfassung übertüncht, 16. Jahrhundert                                     | in der Kirche Nativité-de-la-Vierge (Lage)       | PM10002965    | Classé       | 1959  |      |
| Zwei Engelsskulpturen                            | Holz, Farbfassung übertüncht, Mitte des 17. Jahrhunderts                          | in der Kirche Nativité-de-la-Vierge (Lage)       | PM10002968    | Classé       | 1960  |      |
| Skulptur Heilige Margaretha                      | Kalkstein, farbig gefasst, 17. Jahrhundert                                        | in der Kirche Nativité-de-la-Vierge (Lage)       | PM10002961    | Classé       | 1913  |      |
| Skulptur Heilige Barbara                         | Kalkstein, Farbfassung übertüncht, Anfang des 16. Jahrhunderts (recht im Bild)    | in der Kirche Nativité-de-la-Vierge (Lage)       | PM10003421    | Classé       | 1896  |      |
| Skulptur Heilige Sabina                          | Kalkstein, Farbfassung übertüncht, Ende des 16. Jahrhunderts                      | in der Kirche Nativité-de-la-Vierge (Lage)       | PM10002967    | Classé       | 1960  |      |